# بونراكو

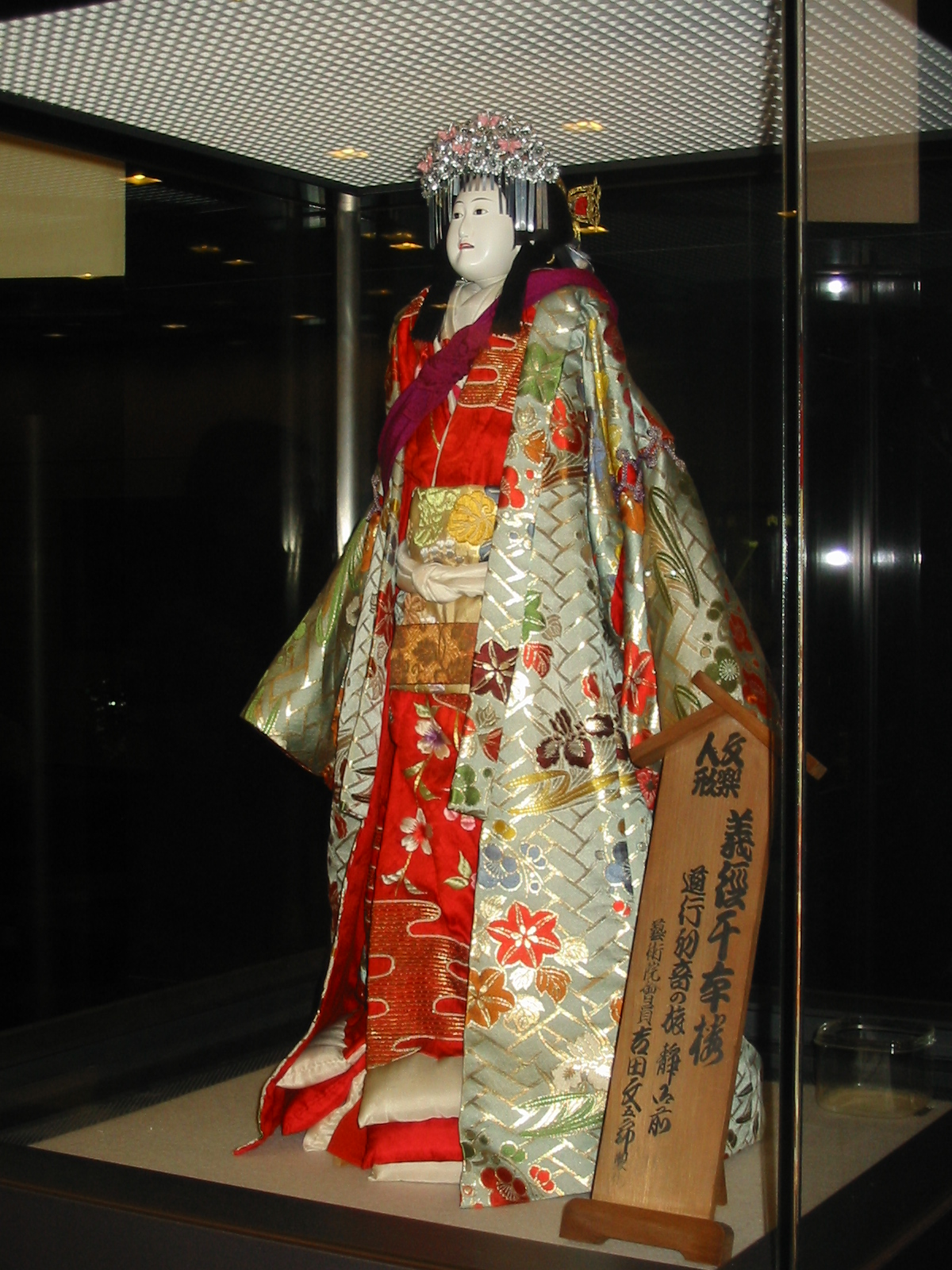
دمية بونراكو

بونراكو (باليابانية: 文楽) هو مسرح الدمى التقليدي الياباني، يرجع تاريخه إلى فترة إيدو، تصاحب العروض مقطوعات للموسيقى التقليدية اليابانية.
يقوم شخص واحد بقراءة كل نصوص العرض، يبلغ حجم الدمى المتر تقريبا، ويشرف ثلاث أشخاص على التحكم في حركات كل واحدة منها. يتحرك الأشخاص المتحكمين في الدمى (أو أصحاب الدمى) أمام أنظار الجمهور، ويقومون ببعض الإيماءات حسبما تمليه عليهم ظروف المشهد. يصنف هؤلاء الأشخاص ترتيبا تصاعديا حسب درجة خبرتهم في فن البونراكو. يقوم المخضرم فيهم (20 سنة من الخبرة) بتحريك الرأس وطرف اليد الأيسر، والثاني يحرك اليد اليمنى فيما يشرك الأخير على حركات الأرجل. حتى تحرك بسهولة، تزود الدمى بعصيات متصلة بالأطراف المختلفة من الدمية. أثناء أدائهم العرض، يتحرك أصحاب الدمى بطريقة تكون ساقهم نصف مطوية، ويتوجب عليهم القيام بالكثير من التمارين الرياضية حتى يمكنهم القيام بهذه الحركات في سهولة ويسر.

## اقرأ أيضاً
- ثقافة اليابان